# 느시

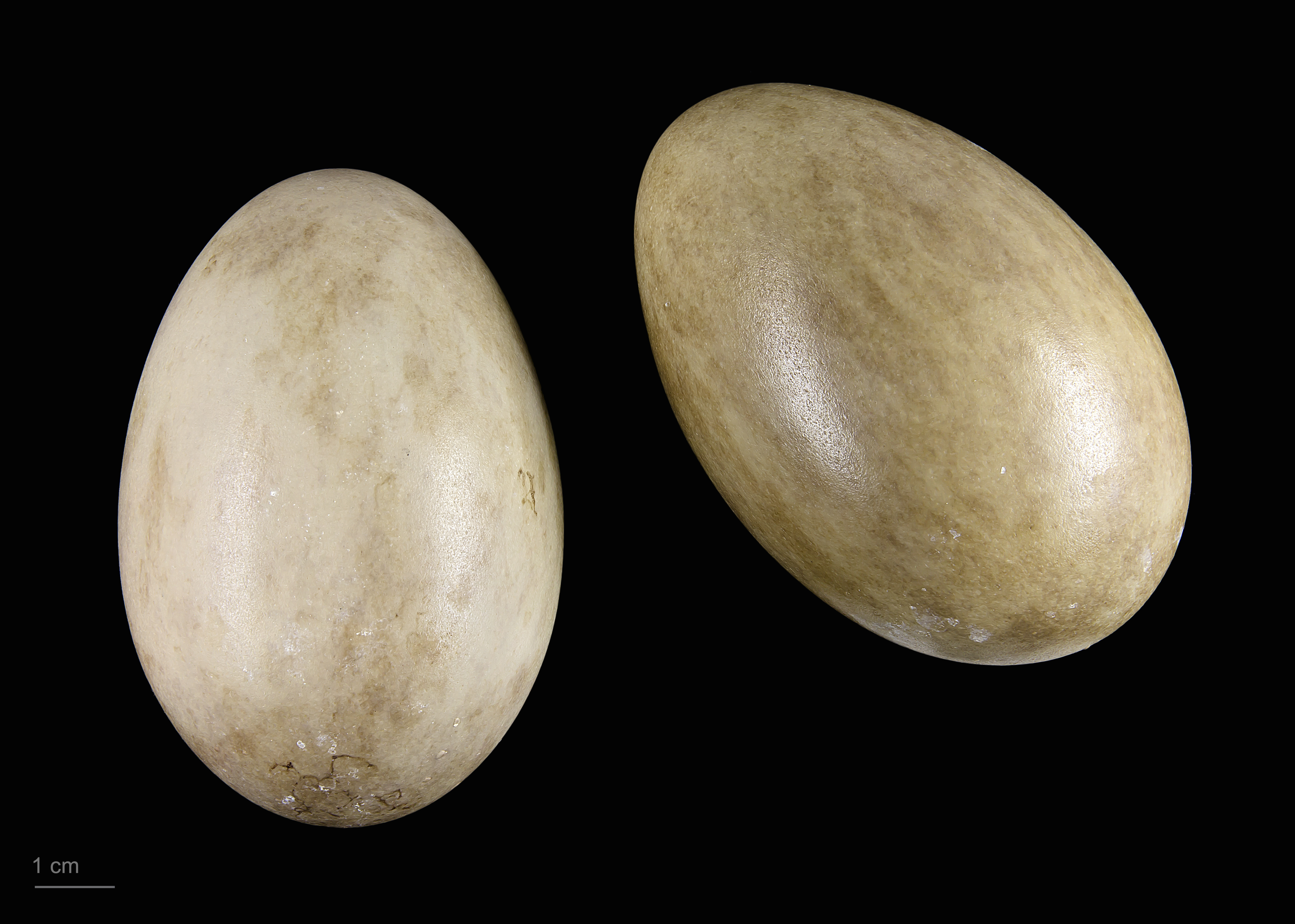
Otis tarda

느시(Great bustard)는 느시목 느시과의 새이다. 대한민국에서는 천연기념물로 지정되어 있다.
느시과에 속하며 학명은 Otis tarda이다. 날개길이 56-65㎝, 꼬리길이 25-27㎝, 몸무게 3-10kg 정도의 대형새이다. 수컷이 암컷보다 크다. 머리는 엷은 회색이며 머리꼭대기에는 어두운 색의 선이 있다. 턱밑과 멱은 엷은 회백색이고, 멱의 양쪽에는 가늘고 긴 수염 비슷한 깃털이 10개 정도 있다. 몸빛은 전체적으로 흰색이고 멱의 양쪽은 흰색을 띤 노란색이며 검은색의 가로무늬가 있다.
광활한 평야, 건조한 구릉의 초지, 잡초가 우거진 초원 등지에 서식하며, 우리나라에는 11월경에 남하하여 월동하고 3월경에 북상한다. 한국뿐만 아니라 중국, 튀르키예에서 서식하며, 일부 개체들은 유럽에까지 서식하는데 독일, 체코, 오스트리아, 헝가리, 스페인, 더욱 넓게는 아프리카의 모로코와 사하라 사막 일대까지 서식한다.
산란기는 5-6월경이며 한배에 3-4개의 알을 낳는다. 곡류·농작물·종자, 식물의 잎·뿌리 등을 즐겨 먹으며 곤충·환형동물·연체동물 등도 잡아먹는다. 우리나라에서는 천연기념물 제206호로 지정하여 보호하고 있다. 한국전쟁이 일어나기전에는 겨울마다 농경지에서 20마리정도의 월동무리를 볼 수 있었고 고기로도 해먹었으나 1950년대 이후로는 기록이 3번 밖에 없는 매우 희귀한 겨울철새가 되었다. 최근 기록은 2020년 1월 17일 만경강에서의 기록이다.